# Světový pohár v ledolezení 2016
Světový pohár v ledolezení 2016 se uskutečnil na přelomu let 2015 a 2016 ve čtyřech zemích v Severní Americe, Asii a Evropě. Zahájen byl 10. prosince v americkém Bozemanu prvním závodem Světového poháru v ledolezení v disciplínách ledolezení na obtížnost a rychlost (proběhlo zde zároveň Mistrovství Severní Ameriky v ledolezení), pod patronací Mezinárodní horolezecké federace (UIAA). Současně s druhým závodem světového poháru v Jižní Koreji se uskutečnilo také kontinentální Mistrovství Asie, při čtvrtém závodu v Itálii Mistrovství Evropy a týden poté Mistrovství světa juniorů.

## Přehledy závodů

### Kalendář
| Kalendář závodů SP 2016 | Kalendář závodů SP 2016 | Kalendář závodů SP 2016 | Kalendář závodů SP 2016            | Kalendář závodů SP 2016 | Kalendář závodů SP 2016 | Kalendář závodů SP 2016 | Kalendář závodů SP 2016 |
| Datum                   | Místo                   | Země                    | Web                                | Počet závodníků         | Počet závodníků         | Počet zemí              | Počet zemí              |
| Datum                   | Místo                   | Země                    | Web                                | obtížnost               | rychlost                | obtížnost               | rychlost                |
| ----------------------- | ----------------------- | ----------------------- | ---------------------------------- | ----------------------- | ----------------------- | ----------------------- | ----------------------- |
| 10.-12. prosince        | Bozeman                 | USA                     | Bozeman-ice-festival               | 35+24                   | 16+7                    | 9+10                    | 4+3                     |
| 16.-17. ledna           | Čchongsong              | Jižní Korea             | Korean Alpine Federation           | 48+29                   | 32+18                   | 14+10                   | 10+7                    |
| 22.-23. ledna           | Saas-Fee                | Švýcarsko               | Iceclimbingworldcup.ch Saas-fee.ch | x                       | x                       | x                       | x                       |
| 29.-31. ledna           | Rabenstein              | Itálie                  | Eisklettern.it                     | x                       | x                       | x                       | x                       |
| Celkem                  | 4                       | 4                       | Iceclimbingworldcup                | 61+48                   | 56+32                   | 15+16                   | 11+12                   |

### Výsledky mužů - obtížnost
| Výsledky SP v ledolezení na obtížnost 2016 - muži | Výsledky SP v ledolezení na obtížnost 2016 - muži | Výsledky SP v ledolezení na obtížnost 2016 - muži | Výsledky SP v ledolezení na obtížnost 2016 - muži | Výsledky SP v ledolezení na obtížnost 2016 - muži | Výsledky SP v ledolezení na obtížnost 2016 - muži | Výsledky SP v ledolezení na obtížnost 2016 - muži | Výsledky SP v ledolezení na obtížnost 2016 - muži |
| Pořadí                                            | Jméno                                             | Země                                              | Body                                              | Bozeman                                           | Čchongsong                                        | Saas-Fee                                          | Rabenstein                                        |
| ------------------------------------------------- | ------------------------------------------------- | ------------------------------------------------- | ------------------------------------------------- | ------------------------------------------------- | ------------------------------------------------- | ------------------------------------------------- | ------------------------------------------------- |
| 1.                                                | Maxim Tomilov                                     | Rusko                                             | 331                                               | 1. 100                                            | 2. 80                                             | 1. 100                                            | 5. 51                                             |
| 2.                                                | Pak Hi-jong                                       | Jižní Korea                                       | 271                                               | 4. 55                                             | 1. 100                                            | 5. 51                                             | 3. 65                                             |
| 3.                                                | Janez Svoljšak                                    | Slovinsko                                         | 270                                               | 7. 43                                             | 6. 47                                             | 2. 80                                             | 1. 100                                            |
|                                                   |                                                   |                                                   |                                                   |                                                   |                                                   |                                                   |                                                   |
| 4.                                                | Alexej Tomilov                                    | Rusko                                             | 218                                               | 2. 80                                             | 3. 65                                             | 17. 18                                            | 4. 55                                             |
| 5.                                                | Yannick Glatthard                                 | Švýcarsko                                         | 182                                               | 9. 37                                             | —                                                 | 3. 65                                             | 2. 80                                             |
| 6.                                                | Nikolaj Kuzovlev                                  | Rusko                                             | 153                                               | —                                                 | 5. 51                                             | 4. 55                                             | 6. 47                                             |
| 7.                                                | Alexej Děngin                                     | Rusko                                             | 146                                               | 8. 40                                             | 18. 16                                            | 6. 47                                             | 7. 43                                             |
| 8.                                                | Sergej Tarasov                                    | Rusko                                             | 127                                               | 3. 65                                             | 12. 28                                            | —                                                 | 10. 34                                            |
| 9.                                                | Valentyn Sypavin                                  | Ukrajina                                          | 116                                               | 14. 24                                            | 4. 55                                             | —                                                 | 9. 37                                             |
| 10.                                               | Mohammadreza Safdarian Korouyeh                   | Írán                                              | 107                                               | —                                                 | 7. 43                                             | 14. 24                                            | 8. 40                                             |
| počet finalistů                                   | počet finalistů                                   | počet finalistů                                   | počet finalistů                                   | 9                                                 | 8                                                 | 8                                                 | 8                                                 |
| počet semifinalistů                               | počet semifinalistů                               | počet semifinalistů                               | počet semifinalistů                               | 18                                                | 18                                                | 18                                                | 18                                                |
| bodovaných závodníků                              | bodovaných závodníků                              | bodovaných závodníků                              | 61                                                | 30                                                | 34                                                | 30                                                | 30                                                |
| celkový počet závodníků                           | celkový počet závodníků                           | celkový počet závodníků                           | -                                                 | 35                                                | 48                                                | 61                                                | 70                                                |

### Výsledky mužů - rychlost
| Výsledky SP v ledolezení na rychlost 2016 - muži | Výsledky SP v ledolezení na rychlost 2016 - muži | Výsledky SP v ledolezení na rychlost 2016 - muži | Výsledky SP v ledolezení na rychlost 2016 - muži | Výsledky SP v ledolezení na rychlost 2016 - muži | Výsledky SP v ledolezení na rychlost 2016 - muži | Výsledky SP v ledolezení na rychlost 2016 - muži | Výsledky SP v ledolezení na rychlost 2016 - muži |
| Pořadí                                           | Jméno                                            | Země                                             | Body                                             | Bozeman                                          | Čchongsong                                       | Saas-Fee                                         | Rabenstein                                       |
| ------------------------------------------------ | ------------------------------------------------ | ------------------------------------------------ | ------------------------------------------------ | ------------------------------------------------ | ------------------------------------------------ | ------------------------------------------------ | ------------------------------------------------ |
| 1.                                               | Maxim Tomilov                                    | Rusko                                            | 221                                              | 1. 100                                           | 4. 55                                            | 8. 40                                            | 13. 26                                           |
| 2.                                               | Alexej Vagin                                     | Rusko                                            | 216                                              | 3. 65                                            | 2. 80                                            | 10. 34                                           | 9. 37                                            |
| 3.                                               | Vladimir Kartašev                                | Rusko                                            | 214                                              | -                                                | 1. 100                                           | 2. 80                                            | 10. 34                                           |
|                                                  |                                                  |                                                  |                                                  |                                                  |                                                  |                                                  |                                                  |
| 4.                                               | Alexej Tomilov                                   | Rusko                                            | 210                                              | 2. 80                                            | 5. 51                                            | 4. 55                                            | 14. 24                                           |
| 5.                                               | Jegor Trapeznikov                                | Rusko                                            | 188                                              | —                                                | 7. 43                                            | 3. 65                                            | 2. 80                                            |
| 6.                                               | Nikolaj Kuzovlev                                 | Rusko                                            | 180                                              | —                                                | 8. 40                                            | 1. 100                                           | 8. 40                                            |
| 7.                                               | Maxim Vlasov                                     | Rusko                                            | 159                                              | —                                                | 3. 65                                            | 5. 51                                            | 7. 43                                            |
| 8.                                               | Ivan Spicyn                                      | Rusko                                            | 141                                              | —                                                | 6. 47                                            | 6. 47                                            | 6. 47                                            |
| 9.                                               | Leonid Malych                                    | Rusko                                            | 114                                              | —                                                | 15. 22                                           | 9. 37                                            | 4. 55                                            |
| 10.                                              | Radomir Proščenko                                | Rusko                                            | 100                                              | —                                                | —                                                | —                                                | 1. 100                                           |
|                                                  |                                                  |                                                  |                                                  |                                                  |                                                  |                                                  |                                                  |
| 26.                                              | Milan Dvořáček                                   | Česko                                            | 33                                               | —                                                | —                                                | 12. 28                                           | 26. 5                                            |
| počet finalistů                                  | počet finalistů                                  | počet finalistů                                  | počet finalistů                                  | 8/4                                              | 8/4                                              | 8/4                                              | 8/4                                              |
| počet semifinalistů                              | počet semifinalistů                              | počet semifinalistů                              | počet semifinalistů                              | 12                                               | 16                                               | 18                                               | 18                                               |
| bodovaných závodníků                             | bodovaných závodníků                             | bodovaných závodníků                             | 56                                               | 14                                               | 28                                               | 29                                               | 30                                               |
| celkový počet závodníků                          | celkový počet závodníků                          | celkový počet závodníků                          | —                                                | 16                                               | 32                                               | 29                                               | 38                                               |

### Výsledky žen - obtížnost
| Výsledky SP v ledolezení na obtížnost 2016 - ženy | Výsledky SP v ledolezení na obtížnost 2016 - ženy | Výsledky SP v ledolezení na obtížnost 2016 - ženy | Výsledky SP v ledolezení na obtížnost 2016 - ženy | Výsledky SP v ledolezení na obtížnost 2016 - ženy | Výsledky SP v ledolezení na obtížnost 2016 - ženy | Výsledky SP v ledolezení na obtížnost 2016 - ženy | Výsledky SP v ledolezení na obtížnost 2016 - ženy |
| Pořadí                                            | Jméno                                             | Země                                              | Body                                              | Bozeman                                           | Čchongsong                                        | Saas-Fee                                          | Rabenstein                                        |
| ------------------------------------------------- | ------------------------------------------------- | ------------------------------------------------- | ------------------------------------------------- | ------------------------------------------------- | ------------------------------------------------- | ------------------------------------------------- | ------------------------------------------------- |
| 1.                                                | Marija Tolokoninová                               | Rusko                                             | 340                                               | 1. 100                                            | 1. 100                                            | 1. 100                                            | 8. 40                                             |
| 2.                                                | Jekatěrina Vlasovová                              | Rusko                                             | 240                                               | 2. 80                                             | 3. 65                                             | 8. 40                                             | 4. 55                                             |
| 3.                                                | Song Han Na Le                                    | Jižní Korea                                       | 235                                               | 7. 43                                             | 4. 55                                             | 9. 37                                             | 1. 100                                            |
|                                                   |                                                   |                                                   |                                                   |                                                   |                                                   |                                                   |                                                   |
| 4.                                                | Sin Un-son                                        | Jižní Korea                                       | 218                                               | 8. 40                                             | 2. 80                                             | 5. 51                                             | 6. 47                                             |
| 5.                                                | Petra Klingler                                    | Švýcarsko                                         | 211                                               | 5. 51                                             | —                                                 | 2. 80                                             | 2. 80                                             |
| 6.                                                | Mariam Filippovová                                | Rusko                                             | 208                                               | 6. 47                                             | 11. 31                                            | 3. 65                                             | 3. 65                                             |
| 7.                                                | Angelika Rainer                                   | Itálie                                            | 171                                               | 3. 65                                             | —                                                 | 4. 55                                             | 5. 51                                             |
| 8.                                                | Naděžda Galljamovová                              | Rusko                                             | 136                                               | 4. 55                                             | 20. 12                                            | 13. 26                                            | 7. 43                                             |
| 9.                                                | MyoungHee Lee                                     | Jižní Korea                                       | 120                                               | —                                                 | 5. 51                                             | 7. 43                                             | 13. 26                                            |
| 10.                                               | Eimir Mc Swiggan                                  | Irsko                                             | 109                                               | 13. 26                                            | 7. 43                                             | 28. 3                                             | 9. 37                                             |
| počet finalistek                                  | počet finalistek                                  | počet finalistek                                  | počet finalistek                                  | 8                                                 | 8                                                 | 8                                                 | 8                                                 |
| počet semifinalistek                              | počet semifinalistek                              | počet semifinalistek                              | počet semifinalistek                              | 18                                                | 19                                                | 19                                                | 19                                                |
| bodovaných závodnic                               | bodovaných závodnic                               | bodovaných závodnic                               | 48                                                | 24                                                | 29                                                | 30                                                | 30                                                |
| celkový počet závodnic                            | celkový počet závodnic                            | celkový počet závodnic                            | -                                                 | 24                                                | 29                                                | 34                                                | 36                                                |

### Výsledky žen - rychlost
| Výsledky SP v ledolezení na rychlost 2016 - ženy | Výsledky SP v ledolezení na rychlost 2016 - ženy | Výsledky SP v ledolezení na rychlost 2016 - ženy | Výsledky SP v ledolezení na rychlost 2016 - ženy | Výsledky SP v ledolezení na rychlost 2016 - ženy | Výsledky SP v ledolezení na rychlost 2016 - ženy | Výsledky SP v ledolezení na rychlost 2016 - ženy | Výsledky SP v ledolezení na rychlost 2016 - ženy |
| Pořadí                                           | Jméno                                            | Země                                             | Body                                             | Bozeman                                          | Čchongsong                                       | Saas-Fee                                         | Rabenstein                                       |
| ------------------------------------------------ | ------------------------------------------------ | ------------------------------------------------ | ------------------------------------------------ | ------------------------------------------------ | ------------------------------------------------ | ------------------------------------------------ | ------------------------------------------------ |
| 1.                                               | Marija Tolokoninová                              | Rusko                                            | 380                                              | 1. 100                                           | 1. 100                                           | 2. 80                                            | 1. 100                                           |
| 2.                                               | Jekatěrina Koščejevová                           | Rusko                                            | 292                                              | 6. 47                                            | 3. 65                                            | 1. 100                                           | 2. 80                                            |
| 3.                                               | Mariam Filippovová                               | Rusko                                            | 276                                              | 2. 80                                            | 2. 80                                            | 5. 51                                            | 3. 65                                            |
|                                                  |                                                  |                                                  |                                                  |                                                  |                                                  |                                                  |                                                  |
| 4.-5.                                            | Naděžda Galljamovová                             | Rusko                                            | 208                                              | 3. 65                                            | 5. 51                                            | 4. 55                                            | 9. 37                                            |
| 4.-5.                                            | Natalija Kulikovová                              | Rusko                                            | 208                                              | 4. 55                                            | 4. 55                                            | 7. 43                                            | 4. 55                                            |
| 6.                                               | Kendra Stritch                                   | USA                                              | 172                                              | 5. 51                                            | 11. 31                                           | 6. 47                                            | 7. 43                                            |
| 7.                                               | Jekatěrina Feoktistovová                         | Rusko                                            | 116                                              | —                                                | —                                                | 3. 65                                            | 5. 51                                            |
| 8.                                               | Zeinabkobra Moosavi                              | Írán                                             | 99                                               | —                                                | 8. 40                                            | 12. 28                                           | 11. 31                                           |
| 9.                                               | Olga Kosek                                       | Polsko                                           | 96                                               | —                                                | 9. 37                                            | 11. 31                                           | 12. 28                                           |
| 10.                                              | Marianne Steen                                   | Nizozemsko                                       | 95                                               | —                                                | 7. 43                                            | 10. 34                                           | 17. 18                                           |
| počet finalistek                                 | počet finalistek                                 | počet finalistek                                 | počet finalistek                                 | 4                                                | 4                                                | 16                                               | 18                                               |
| počet semifinalistek                             | počet semifinalistek                             | počet semifinalistek                             | počet semifinalistek                             | —                                                | 8                                                | —                                                | —                                                |
| bodovaných závodnic                              | bodovaných závodnic                              | bodovaných závodnic                              | 32                                               | 7                                                | 18                                               | 16                                               | 22                                               |
| celkový počet závodnic                           | celkový počet závodnic                           | celkový počet závodnic                           | —                                                | 8                                                | 18                                               | 16                                               | 22                                               |

### Zúčastněné země
| Zúčastněné země (dle nejlepšího závodníka) | Zúčastněné země (dle nejlepšího závodníka) | Zúčastněné země (dle nejlepšího závodníka) | Zúčastněné země (dle nejlepšího závodníka) | Zúčastněné země (dle nejlepšího závodníka) | Zúčastněné země (dle nejlepšího závodníka) | Zúčastněné země (dle nejlepšího závodníka) | Zúčastněné země (dle nejlepšího závodníka) | Zúčastněné země (dle nejlepšího závodníka) | Zúčastněné země (dle nejlepšího závodníka) | Zúčastněné země (dle nejlepšího závodníka) | Zúčastněné země (dle nejlepšího závodníka) | Zúčastněné země (dle nejlepšího závodníka) | Zúčastněné země (dle nejlepšího závodníka) | Zúčastněné země (dle nejlepšího závodníka) | Zúčastněné země (dle nejlepšího závodníka) | Zúčastněné země (dle nejlepšího závodníka) | Zúčastněné země (dle nejlepšího závodníka) | Zúčastněné země (dle nejlepšího závodníka) | Zúčastněné země (dle nejlepšího závodníka) | Zúčastněné země (dle nejlepšího závodníka) |
|                                            | Bozeman                                    | Bozeman                                    | Bozeman                                    | Bozeman                                    | Čchongsong                                 | Čchongsong                                 | Čchongsong                                 | Čchongsong                                 | Saas-Fee                                   | Saas-Fee                                   | Saas-Fee                                   | Saas-Fee                                   | Rabenstein                                 | Rabenstein                                 | Rabenstein                                 | Rabenstein                                 | celkem                                     | celkem                                     | celkem                                     | celkem                                     |
| obtížnost                                  | obtížnost                                  | rychlost                                   | rychlost                                   | obtížnost                                  | obtížnost                                  | rychlost                                   | rychlost                                   | obtížnost                                  | obtížnost                                  | rychlost                                   | rychlost                                   | obtížnost                                  | obtížnost                                  | rychlost                                   | rychlost                                   | obtížnost                                  | obtížnost                                  | rychlost                                   | rychlost                                   |                                            |
| muži                                       | ženy                                       | muži                                       | ženy                                       | muži                                       | ženy                                       | muži                                       | ženy                                       | muži                                       | ženy                                       | muži                                       | ženy                                       | muži                                       | ženy                                       | muži                                       | ženy                                       | muži                                       | ženy                                       | muži                                       | ženy                                       |                                            |
| ------------------------------------------ | ------------------------------------------ | ------------------------------------------ | ------------------------------------------ | ------------------------------------------ | ------------------------------------------ | ------------------------------------------ | ------------------------------------------ | ------------------------------------------ | ------------------------------------------ | ------------------------------------------ | ------------------------------------------ | ------------------------------------------ | ------------------------------------------ | ------------------------------------------ | ------------------------------------------ | ------------------------------------------ | ------------------------------------------ | ------------------------------------------ | ------------------------------------------ | ------------------------------------------ |
| 1.                                         | Rusko                                      | Rusko                                      | Rusko                                      | Rusko                                      | Jižní Korea                                | Rusko                                      | Rusko                                      | Rusko                                      |                                            |                                            |                                            |                                            |                                            |                                            |                                            |                                            | Rusko                                      | Rusko                                      | Rusko                                      | Rusko                                      |
| 2.                                         | Jižní Korea                                | Itálie                                     | USA                                        | USA                                        | Rusko                                      | Jižní Korea                                | Nizozemsko                                 | Jižní Korea                                |                                            |                                            |                                            |                                            |                                            |                                            |                                            |                                            | Jižní Korea                                | Jižní Korea                                | Írán                                       | USA                                        |
| 3.                                         | Švýcarsko                                  | Švýcarsko                                  | Francie                                    | Kanada                                     | Ukrajina                                   | Irsko                                      | Jižní Korea                                | Nizozemsko                                 |                                            |                                            |                                            |                                            |                                            |                                            |                                            |                                            | Slovinsko                                  | Švýcarsko                                  | USA                                        | Írán                                       |
| 4.                                         | Slovinsko                                  | Jižní Korea                                | Kanada                                     | -                                          | Slovinsko                                  | Írán                                       | USA                                        | Írán                                       |                                            |                                            |                                            |                                            |                                            |                                            |                                            |                                            | Švýcarsko                                  | Itálie                                     | Nizozemsko                                 | Polsko                                     |
| 5.                                         | Kanada                                     | Kanada                                     | -                                          | -                                          | Írán                                       | Ukrajina                                   | Japonsko                                   | Polsko                                     |                                            |                                            |                                            |                                            |                                            |                                            |                                            |                                            | Ukrajina                                   | Irsko                                      | Švýcarsko                                  | Nizozemsko                                 |
| 6.                                         | Francie                                    | Spojené království                         | -                                          | -                                          | Japonsko                                   | Spojené království                         | Írán                                       | USA                                        |                                            |                                            |                                            |                                            |                                            |                                            |                                            |                                            | Írán                                       | Írán                                       | Francie                                    | Jižní Korea                                |
| 7.                                         | Ukrajina                                   | Irsko                                      | -                                          | -                                          | Francie                                    | Nizozemsko                                 | Hongkong                                   | Japonsko                                   |                                            |                                            |                                            |                                            |                                            |                                            |                                            |                                            | Francie                                    | Nizozemsko                                 | Jižní Korea                                | Švýcarsko                                  |
| 8.                                         | USA                                        | Polsko                                     | -                                          | -                                          | Chorvatsko                                 | USA                                        | Indie                                      | -                                          |                                            |                                            |                                            |                                            |                                            |                                            |                                            |                                            | Nizozemsko                                 | Spojené království                         | Česko                                      | Kanada                                     |
| 9.                                         | Spojené království                         | USA                                        | -                                          | -                                          | Kanada                                     | Polsko                                     | Francie                                    | -                                          |                                            |                                            |                                            |                                            |                                            |                                            |                                            |                                            | Chorvatsko                                 | Kanada                                     | Kanada                                     | Ukrajina                                   |
| 10.                                        | -                                          | Francie                                    | -                                          | -                                          | Nizozemsko                                 | Japonsko                                   | Ukrajina                                   | -                                          |                                            |                                            |                                            |                                            |                                            |                                            |                                            |                                            | Kanada                                     | Ukrajina                                   | Japonsko                                   | Bulharsko                                  |
| 11.                                        | -                                          | -                                          | -                                          | -                                          | Švýcarsko                                  | -                                          | -                                          | -                                          |                                            |                                            |                                            |                                            |                                            |                                            |                                            |                                            | USA                                        | Polsko                                     | Polsko                                     | Japonsko                                   |
| 12.                                        | -                                          | -                                          | -                                          | -                                          | Spojené království                         | -                                          | -                                          | -                                          |                                            |                                            |                                            |                                            |                                            |                                            |                                            |                                            | Japonsko                                   | USA                                        | -                                          | Finsko                                     |
| 13.                                        | -                                          | -                                          | -                                          | -                                          | USA                                        | -                                          | -                                          | -                                          |                                            |                                            |                                            |                                            |                                            |                                            |                                            |                                            | Spojené království                         | Finsko                                     | -                                          | -                                          |
| 14.                                        | -                                          | -                                          | -                                          | -                                          | Hongkong                                   | -                                          | -                                          | -                                          |                                            |                                            |                                            |                                            |                                            |                                            |                                            |                                            | Bulharsko                                  | Francie                                    | -                                          | -                                          |
| 15.                                        |                                            |                                            |                                            |                                            |                                            |                                            |                                            |                                            |                                            |                                            |                                            |                                            |                                            |                                            |                                            |                                            | Hongkong                                   | Bulharsko                                  | -                                          | -                                          |
| 16.                                        |                                            |                                            |                                            |                                            |                                            |                                            |                                            |                                            |                                            |                                            |                                            |                                            |                                            |                                            |                                            |                                            | -                                          | Japonsko                                   | -                                          | -                                          |
|                                            | 9                                          | 10                                         | 4                                          | 3                                          | 14                                         | 10                                         | 10                                         | 7                                          |                                            |                                            |                                            |                                            |                                            |                                            |                                            |                                            | 15                                         | 16                                         | 11                                         | 12                                         |

## Galerie

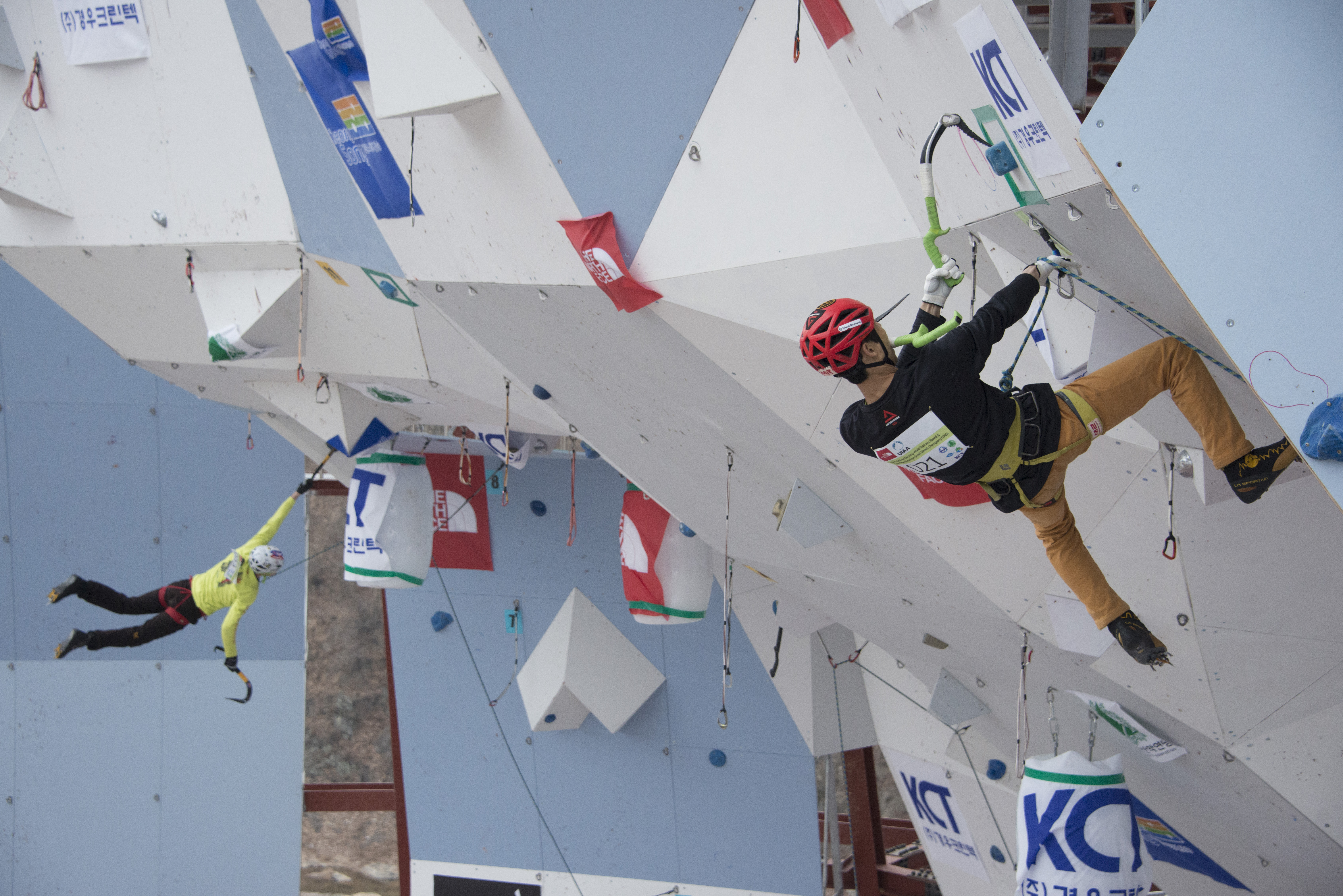
SP Čchongsong, závodníci při lezení v převisu (obtížnost)
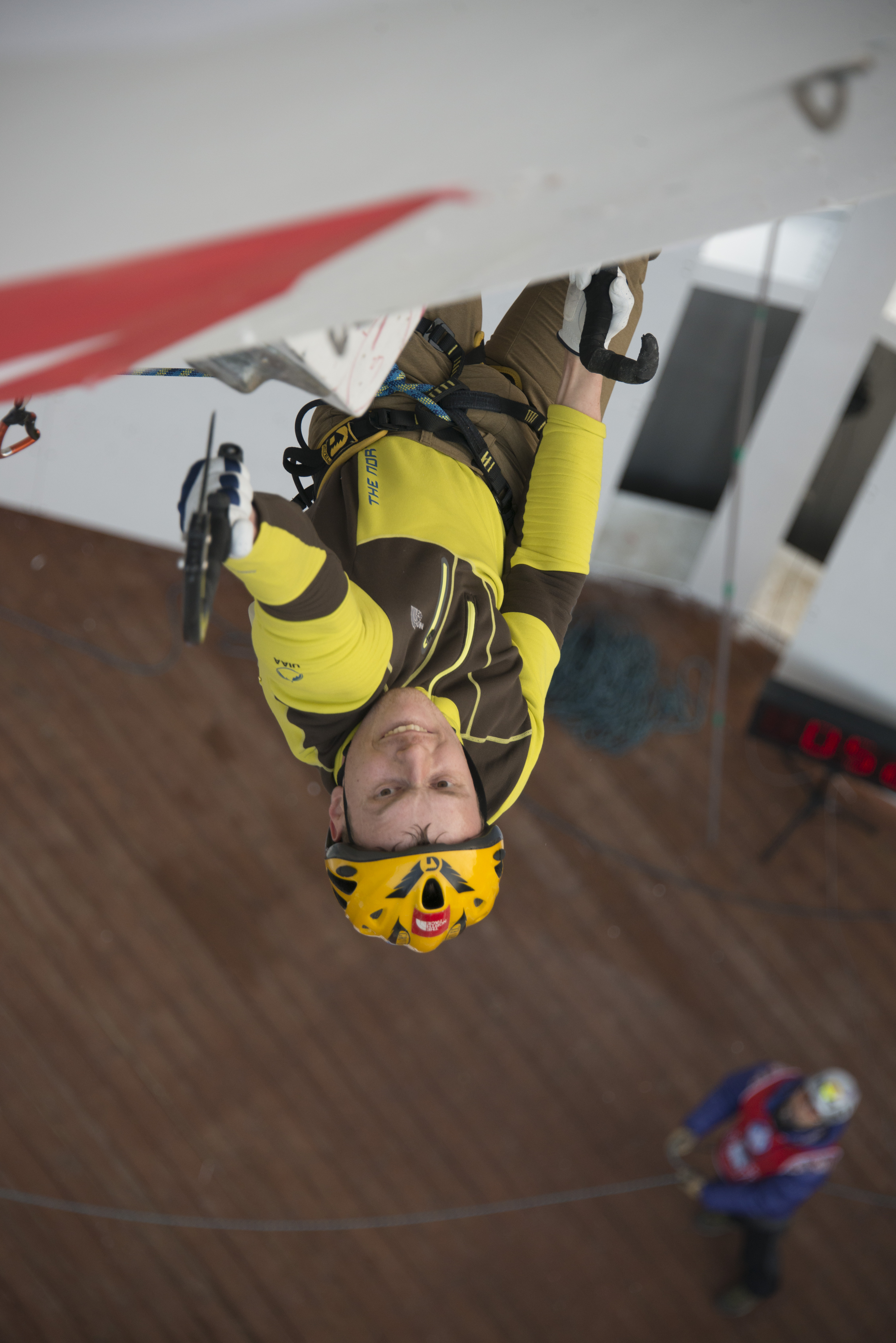
SP Čchongsong, závodník při lezení v převisu (obtížnost)
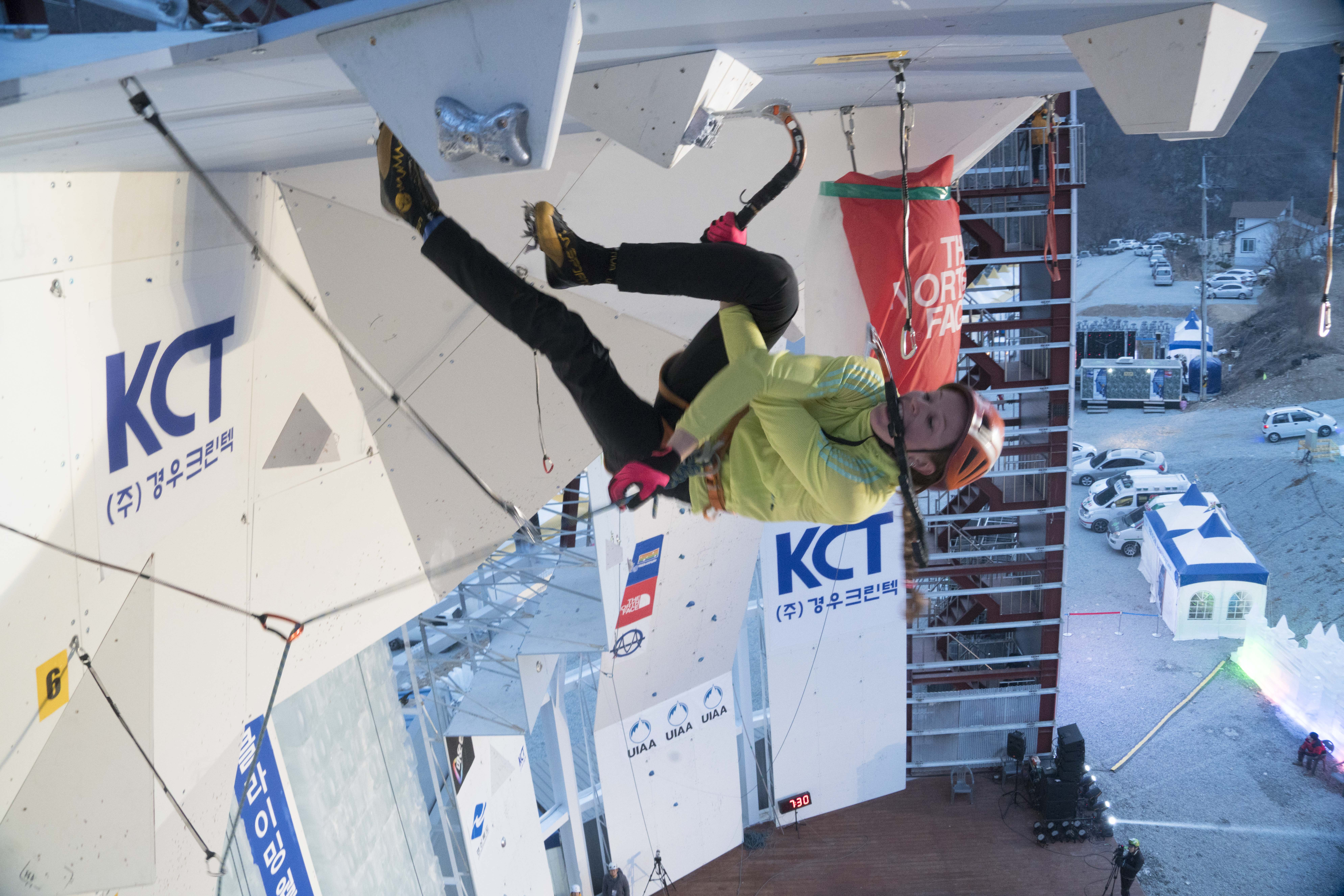
SP Čchongsong, závodnice při cvakání lana v převisu (obtížnost)
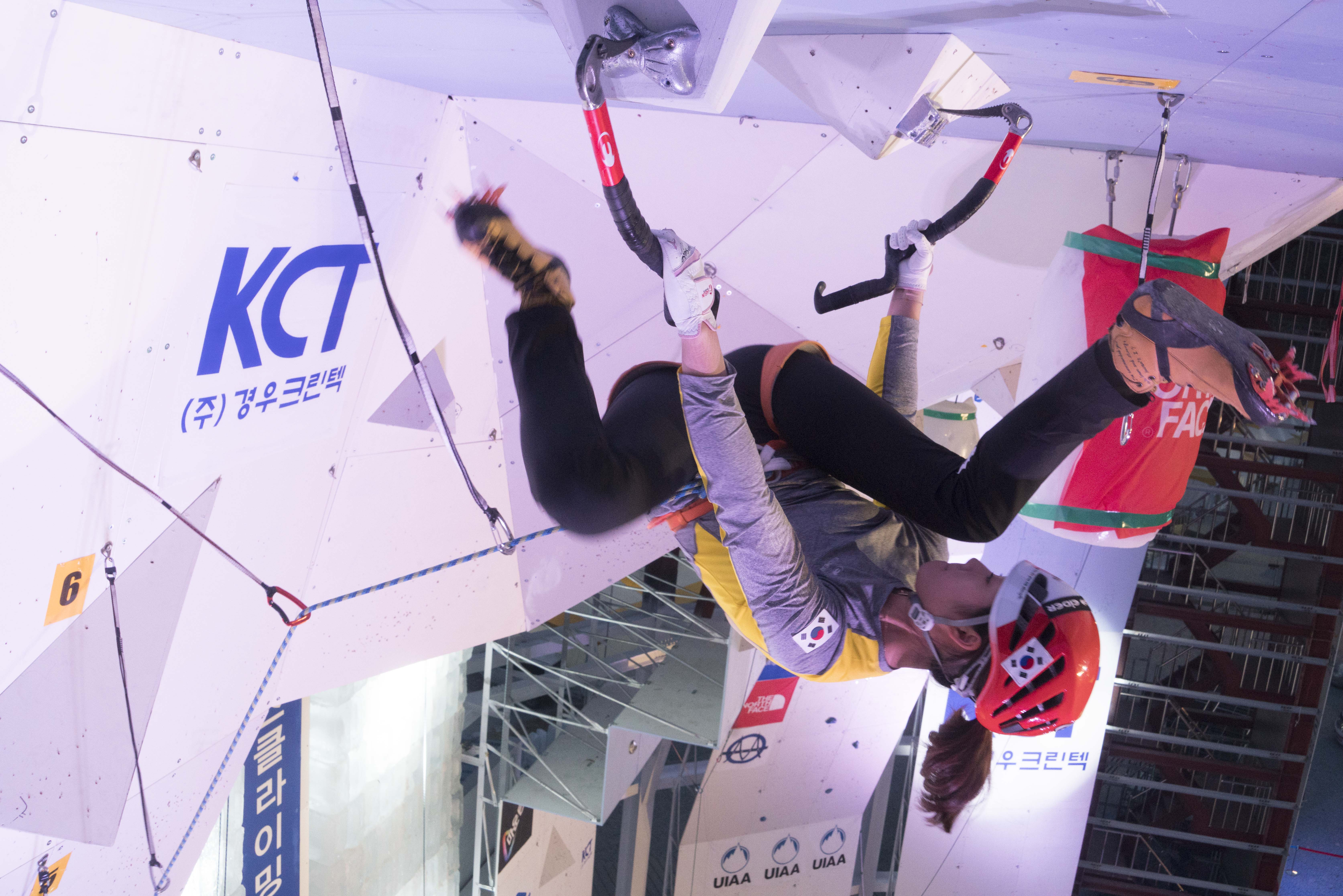
SP Čchongsong, jihokorejská reprezentantka při lezení v převisu (obtížnost)
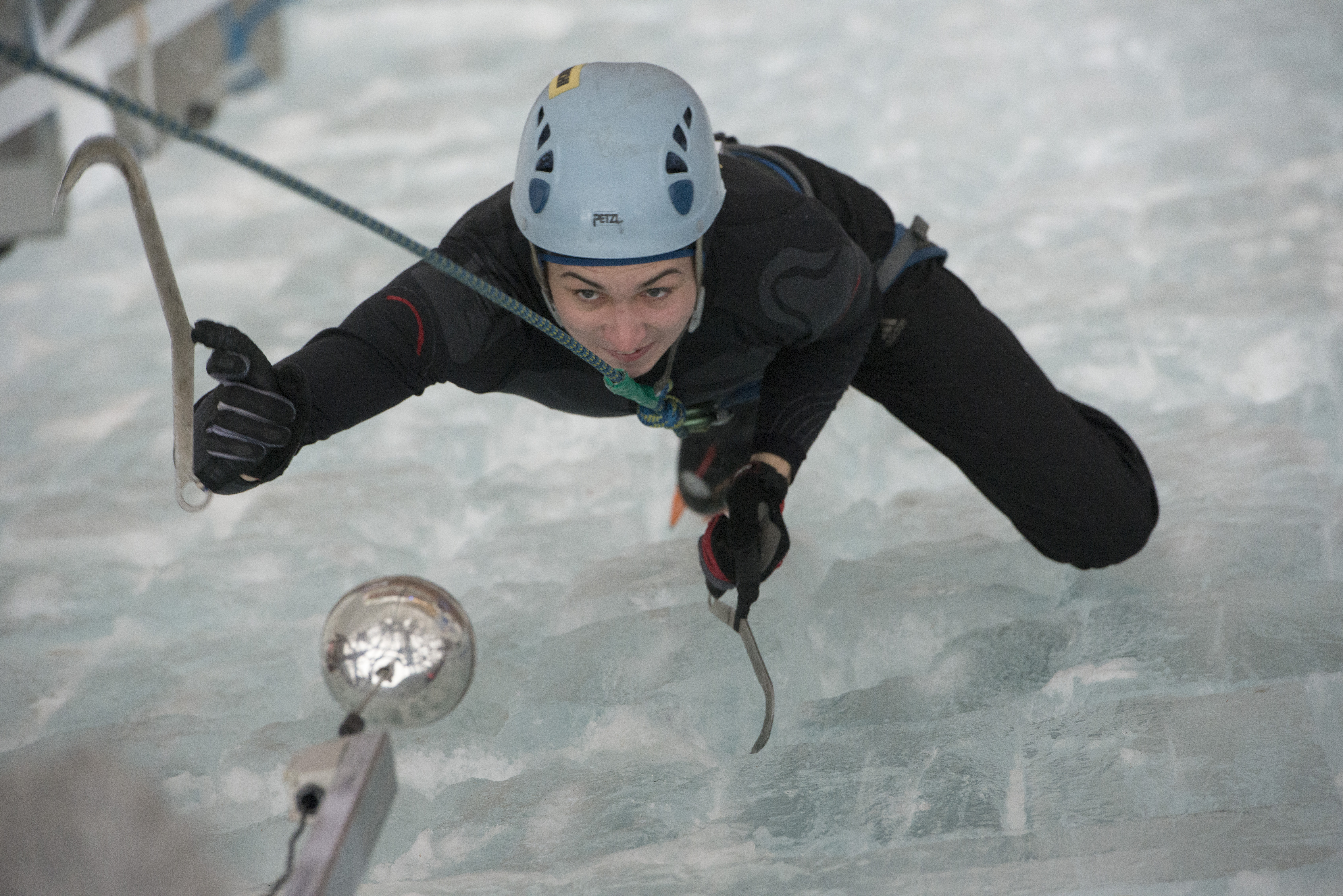
SP Čchongsong, závodnice v ledolezení na rychlost dolézá k časomíře
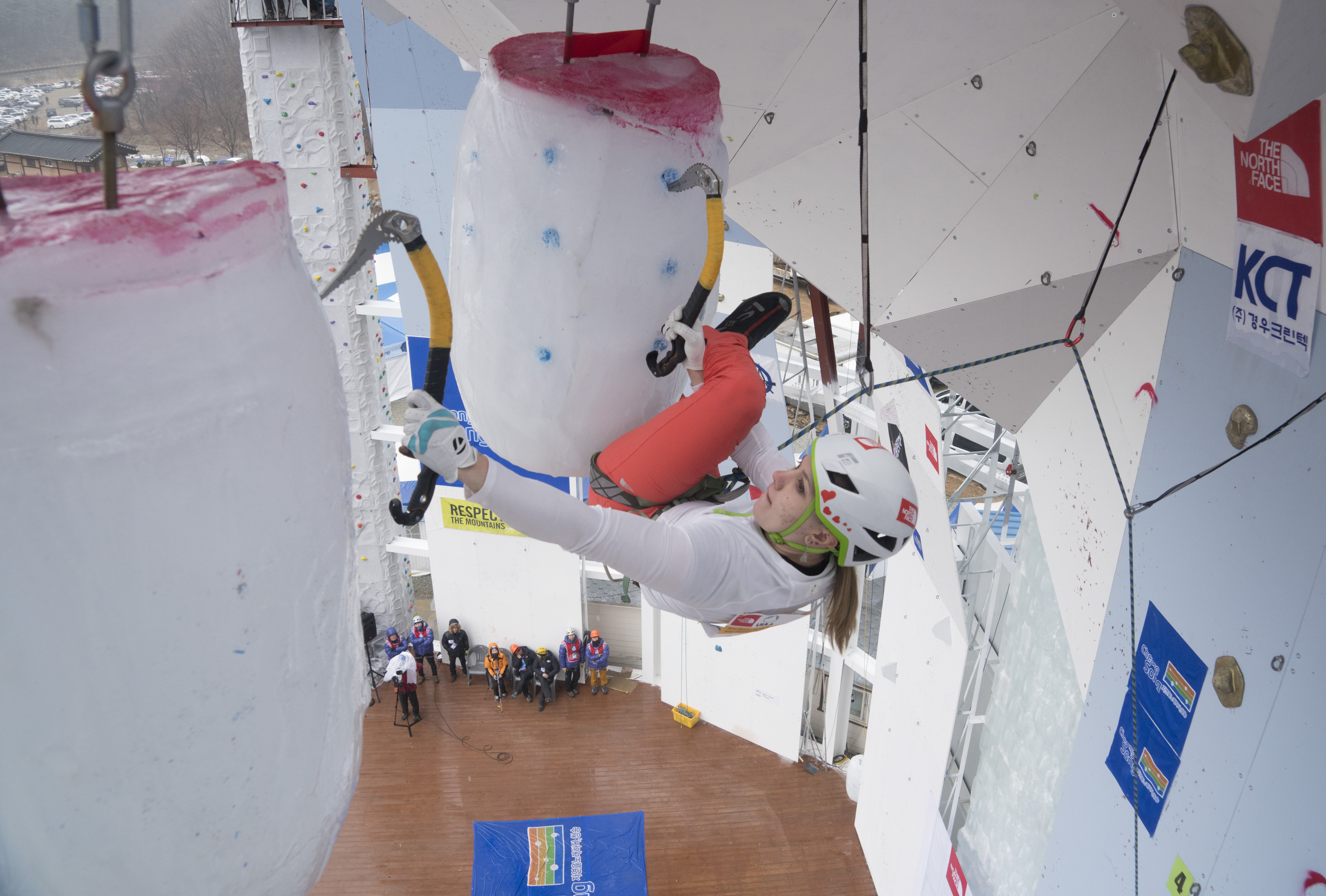
SP Čchongsong, závodnice při přelézání na zavěšený válec (obtížnost)
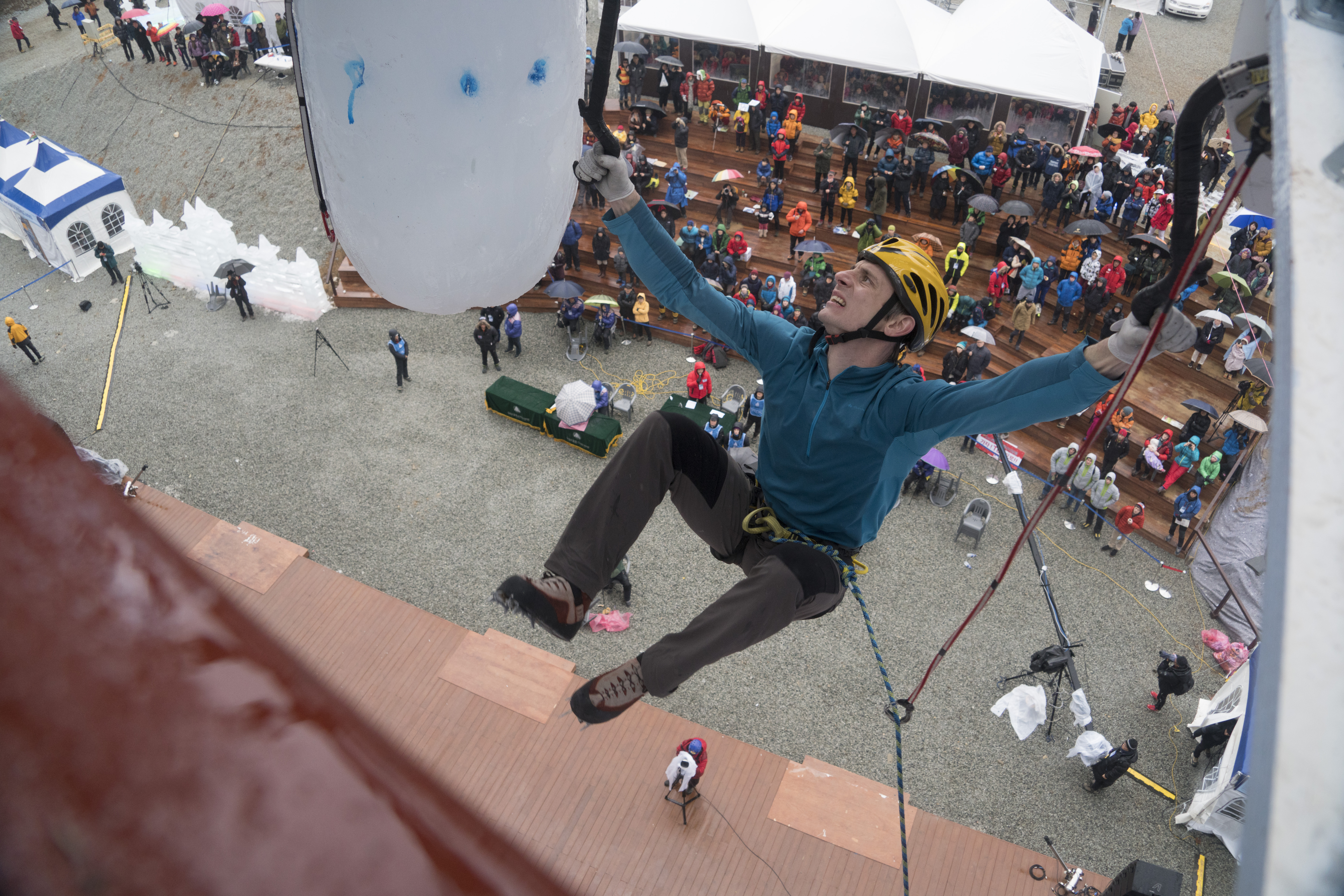
SP Čchongsong, závodník při přelézání na zavěšený válec (obtížnost)
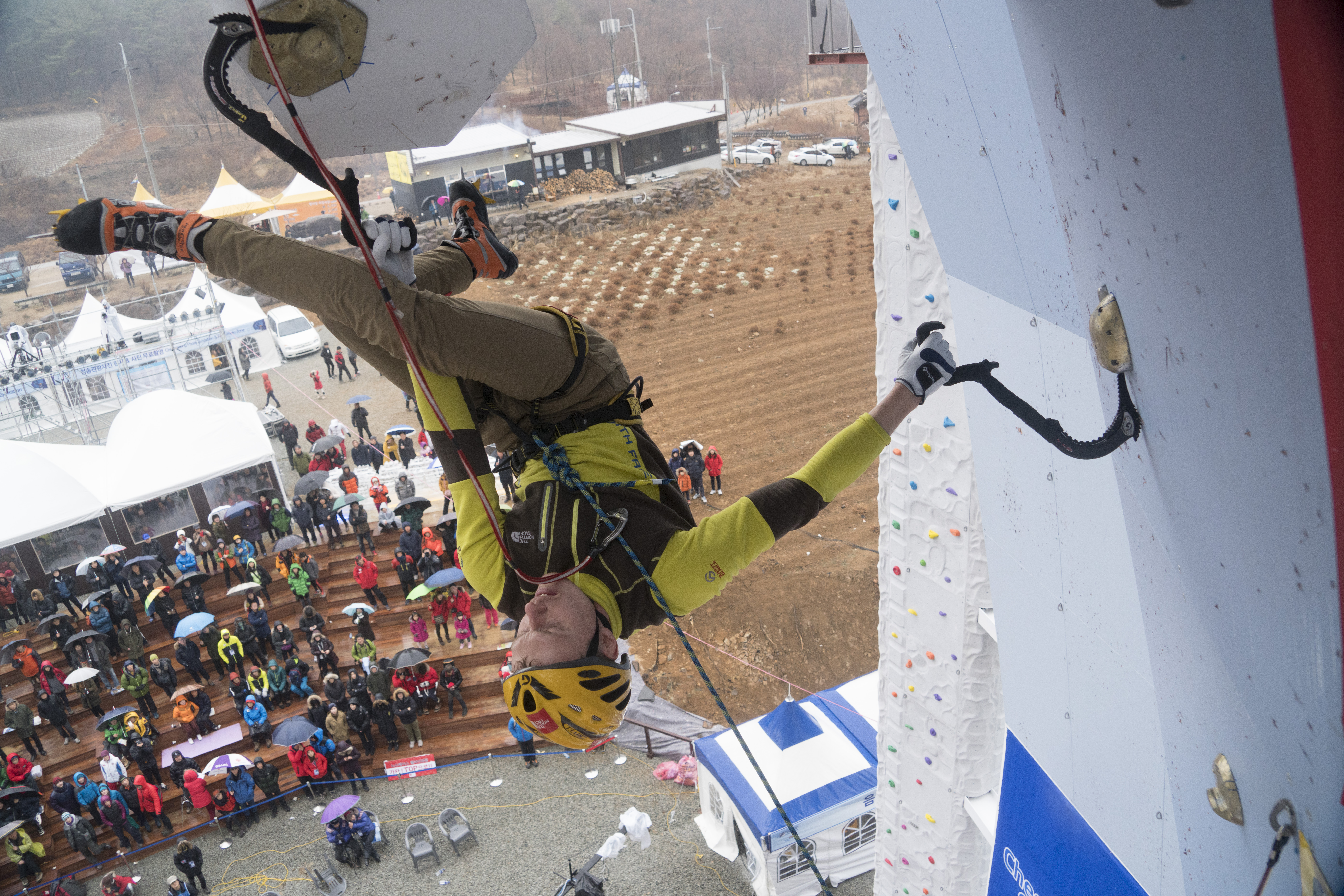
SP Čchongsong, závodník při přelézání na zavěšený válec (obtížnost)
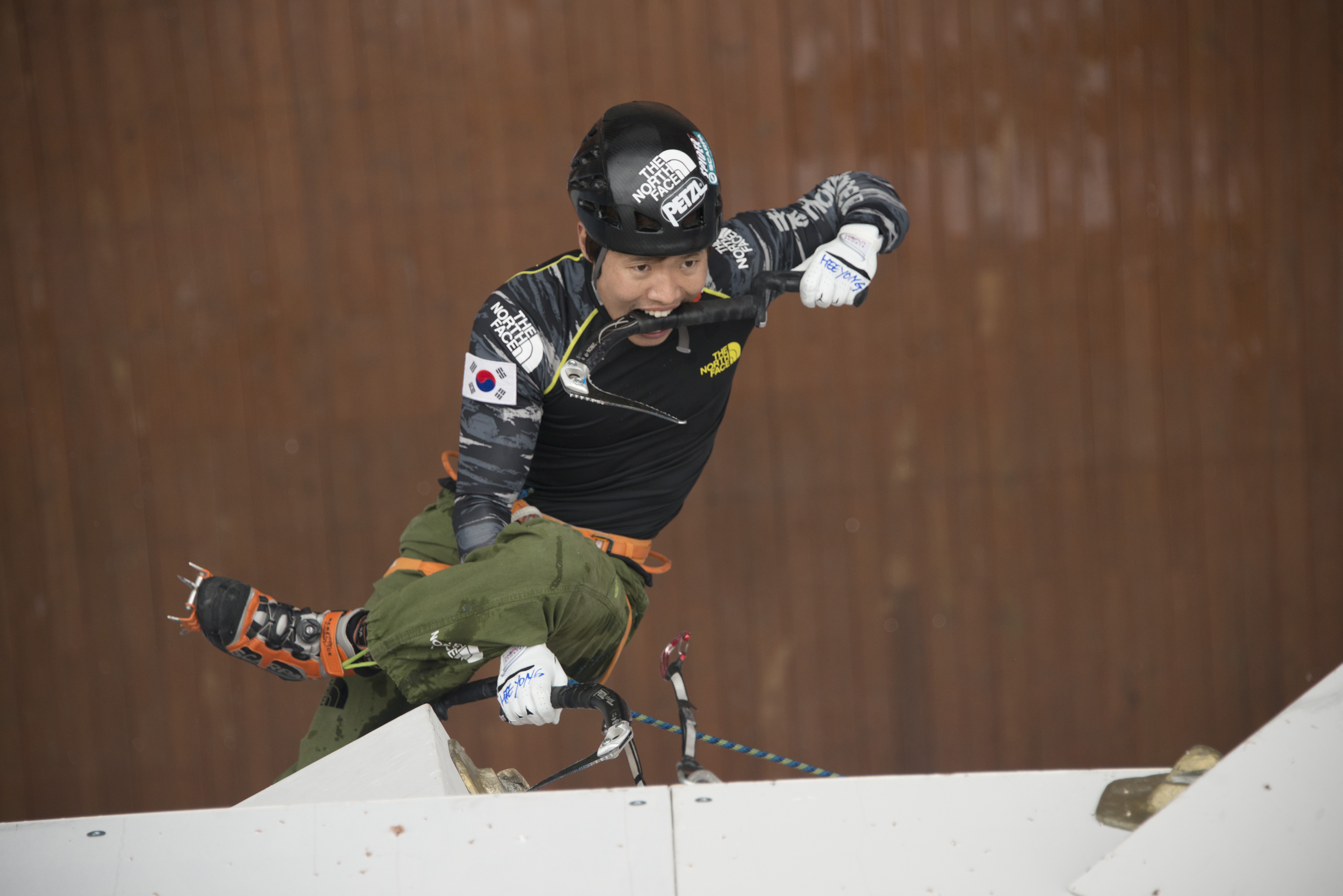
SP Čchongsong, jihokorejský mistr Asie Pak Hi-jong při přebírání cepínů v křížení rukou (obtížnost)
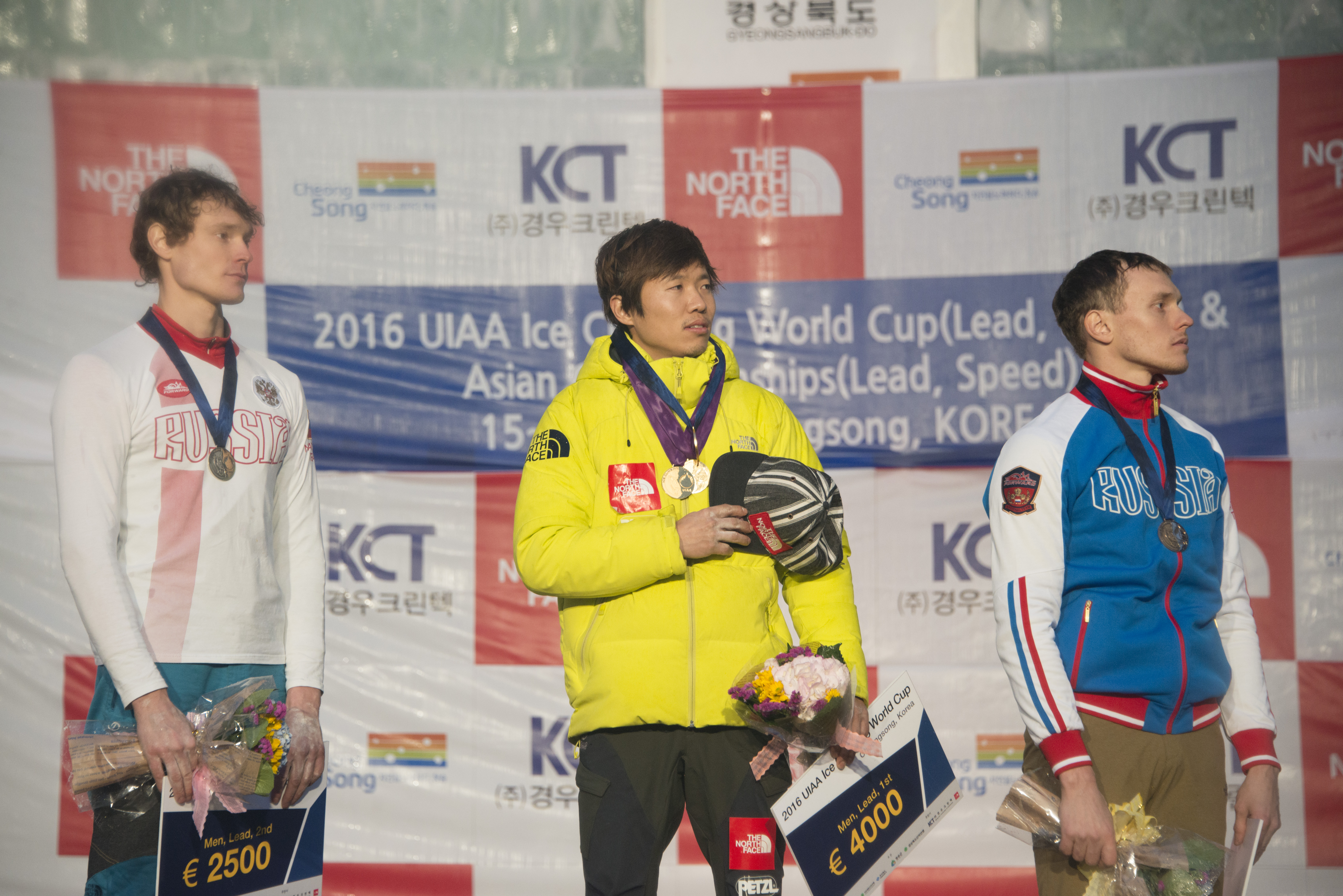
SP Čchongsong, vyhlášení vítězů (obtížnost): 2. Maxim Tomilov (RUS), 1. Pak Hi-jong (KOR), 3. Alexej Tomilov (RUS)